# Diestostemma brunneum
Diestostemma brunneum är en insektsart som beskrevs av Melichar 1924. Diestostemma brunneum ingår i släktet Diestostemma och familjen dvärgstritar. Inga underarter finns listade i Catalogue of Life.